# امین آقایی
امین آقایی (زادهٔ ۱۳۶۱ در اصفهان)، نقاش و مجسمه‌ساز اهل ایران است. وی تا پیش از این، به عنوان کاریکاتوریست مشغول فعالیت بود.

## زندگی
امین آقایی پس از مهاجرت خانواده به‌دلیل جنگ از خرمشهر به اصفهان در این شهر متولد شد اما پس از گذشت چند سال به همراه خانواده به اهواز بازگشت. پس از شروع فعالیت هنری و آغاز همکاری خود با مطبوعات محلی و کشوری از سال ۱۳۷۶، در بسیاری از جشنواره‌های بین‌المللی مختلف داخلی و خارجی شرکت کرده و موفقیت‌های بسیاری نیز به دست آورده است. او که فارغ‌التحصیل رشته هنر از دانشگاه هنر تهران است هم‌اکنون در این شهر زندگی می‌کند و به نقاشی می‌پردازد. آقایی طی سال‌های گذشته چندین نمایشگاه انفرادی و گروهی در ایران برگزار کرده است.

## نمایشگاه‌های انفرادی
- «تجربه»، ۱۳۹۶، گالری ترنج شیراز، فارس، ایران
- «از پشت شکاف در به تو نگاه می‌کنم»، ۱۳۹۴، گالری آن، تهران، ایران
- «لب کارون»، ۱۳۹۱، گالری آن، تهران، ایران
- نمایشگاه کاریکاتور، ۱۳۹۰، گالری Pabianika، لهستان
- نمایشگاه تصویرسازی، ۱۳۸۹، گالری ایده، تهران، ایران

## نمایشگاه‌های گروهی (منتخب)
- «۷/۳ ریشتر»، ۱۳۹۶، گالری خط سفید، تهران، ایران
- «این خانه»، ۱۳۹۵، گالری ایرانشهر، تهران، ایران
- «۱۰۰۱ بشقاب»، ۱۳۹۵، گالری شیرین، تهران، ایران
- «کاغذ»، ۱۳۹۴، گالری ماین، دوبی، امارات متحده عربی
- «شخصیت»، ۱۳۹۴، گالری ویستا، تهران، ایران
- «بازی بزرگ»، ۱۳۹۳، غرفه ملی ایران در دوره ۵۶ دوسالانه بین‌المللی ونیز، ونیز، ایتالیا
- «بدون مرز - انیمیشن در هنر جدید»، ۱۳۹۳، نهمین بینال بین‌المللی انیمیشن تهران، تهران، ایران
- برنامه مشترک ایران و ریو، ۱۳۹۳، گالری لارگو، ریودوژانیرو، برزیل
- «نوروز»، ۱۳۹۳، گالری آن، تهران، ایران
- «کارهای کوچک»، ۱۳۹۲، گالری لاله، تهران، ایران
- «مروری بر یک دهه ویدیوآرت در ایران»، ۱۳۹۲، خانه هنرمندان ایران، تهران، ایران
- «پیکان خودرو ملی»، ۱۳۹۲، گالری آن، تهران، ایران
- «سال دو»، ۱۳۹۲، خانه هنرمندان ایران، تهران، ایران
- «هنرمندان ضد جنگ»، ۱۳۸۸، موزه تصویرگران آمریکا، نیویورک، آمریکا

## فعالیت‌ها
- جایزه بزرگ سی و دومین فستیوال طنز پراسیکابا برزیل ۲۰۰۵[۲]
- مقام دوم بیست و سومین فستیوال آیدین دوگان ترکیه ۲۰۰۵[۳]
- جایزه دوم فستیوال ساتریکون لهستان ۲۰۰۷[۴][۵][۶]
- مدال برنز دایجون کره جنوبی۲۰۰۶[۷]
- جایزه ویژه بیست و سومین فستیوال آیدین دوگان ترکیه ۲۰۰۵[۸]
- جایزه عالی بیست و ششمین دوره یومیوری ژاپن ۲۰۰۵
- مدال نقره دومین فستیوال طنز سوریه۲۰۰۶[۹]
- جایزه ویژه فستیوال ساتریکون لهستان ۲۰۰۸[۱۰]
- جایزه مردمی ششمین فستیوال جونزاک فرانسه ۲۰۰۴
- لوح تقدیر هفتمین دوسالانه کاریکاتور تهران ۲۰۰۵
- مدال برنز فستیوال وب کارتون چین ۲۰۰۵[۱۱]
- لوح تقدیر فستیوال کارپیک لهستان ۲۰۰۴
- لوح تقدیر سومین فستیوال ملانصرالدین جمهوری آذربایجان ۲۰۰۵
- مقام پنجم فستیوال کارج ورد تایوان ۲۰۰۲
- جایزه ویژه فستیوال چروم ترکیه ۲۰۰۶
- مقام اول فستیوال بین‌المللی طنز ایران ۲۰۰۳
- جایزه ویژه فستیوال آی ای سی سی چین ۲۰۰۴
- جایزه ویژه فستیوال بین‌المللی اشغال ایران ۲۰۰۶
- مقام دوم فستیوال بین‌المللی فلسطینی خانه ندارد ایران ۲۰۰۳
- جایزه اول یازدهمین جشنواره سراسری مطبوعات (بخش محلی)۲۰۰۴
- جایزه اول دوازدهمین جشنواره سراسری مطبوعات (بخش محلی) ۲۰۰۵
- جایزه دوم جشنواره کشوری خلیج همیشه فارس ۲۰۰۵
- مقام دوم دومین جشنواره سراسری هنر جوان ۲۰۰۴
- مقام دوم سومین جشنواره سراسری هنر جوان۲۰۰۷[۱۲]
- جایزه دوم جشنواره سراری طنز تهران ۲۰۰۷
- جایزه سوم جشنواره سراری طنز دانشجویان ۲۰۰۰
- مقام دوم دوسالانه بین‌المللی طنز گرافیگی کوبا ۲۰۰۸[۱۳][۱۴]
- جایزه دوم دوسالانه مطبوعات کوبا ۲۰۰۷[۱۵]
- راهیابی و چاپ آثار در کشورهای؛ ایران، برزیل، سوریه، چین، تایوان، لهستان، مقدونیه، رومانی، ترکیه، یوگسلاوی، کلمبیا، آرژانتین، کره جنوبی، ایتالیا، بلژیک، پرتغال، جمهوری آذربایجان، ژاپن، آلمان، هند، اسپانیا، فرانسه و…